# Melvyn Douglas
Melvyn Douglas, artiestennaam van Melvyn Edouard Hesselberg, (Macon, 5 april 1901 — New York, 4 augustus 1981) was een Amerikaans acteur.
Douglas maakte nooit zijn middelbare school af, omdat hij zich volledig richtte op zijn carrière als acteur. Hij brak door in het theater en groeide uit tot een ster op Broadway. In 1931 volgde zijn filmdebuut. Hoewel hij het best herinnerd wordt voor zijn filmrollen in de jaren 30 en 40, kreeg hij pas in zijn latere leven voor het eerst prijzen voor zijn werk. Voor zijn rol in Hud (1963) won hij een Academy Award voor Beste Mannelijke Bijrol en kreeg hij een Golden Globenominatie. Hij kreeg nog twee Oscarnominaties en Golden Globenominaties - waarvan hij voor elke award er één won - en won hij een Emmy Award. Hij bleef werkzaam als acteur tot zijn dood. Voor zijn werk werd hij vereeuwigd met twee sterren op de Hollywood Walk of Fame.
Douglas trouwde op jonge leeftijd met Rosalind Hightower, met wie hij twee kinderen kreeg. In 1931 hertrouwde hij met actrice en politica Helen Gahagan, met wie hij ook twee kinderen kreeg. Ze bleven getrouwd tot haar dood in 1980. Hij stierf een jaar later.

## Filmografie
| - Tonight or Never (1931) - Prestige (1932) - The Wiser Sex (1932) - The Broken Wing (1932) - As You Desire Me (1932) - The Old Dark House (1932) - The Vampire Bat (1933) - Nagana (1933) - Counsellor at Law (1933) - Woman in the Dark (1934) - Dangerous Corner (1934) - The People's Enemy (1935) - She Married Her Boss (1935) - Mary Burns, Fugitive (1935) - Annie Oakley (1935) - The Lone Wolf Returns (1935) - And So They Were Married (1936) - The Gorgeous Hussy (1936) - Theodora Goes Wild (1936) - Women of Glamour (1937) - Captains Courageous (1937) - I Met Him in Paris (1937) - Angel (1937) - I'll Take Romance (1937) - Arsène Lupin Returns (1938) - There's Always a Woman (1938) - The Toy Wife (1938) - Fast Company (1938) - That Certain Age (1938) - The Shining Hour (1938) - There's That Woman Again (1939) - Tell No Tales (1939) - Good Girls Go to Paris (1939) - Ninotchka (1939) - The Amazing Mr. Williams (1939) - Too Many Husbands (1940) - He Stayed for Breakfast (1940) - Third Finger, Left Hand (1940) - This Thing Called Love (1940) - That Uncertain Feeling (1941) - A Woman's Face (1941) | - Our Wife (1941) - Two-Faced Woman (1941) - We Were Dancing (1942) - They All Kissed the Bride (1942) - Three Hearts for Julia (1943) - The Sea of Grass (1947) - The Guilt of Janet Ames (1947) - Mr. Blandings Builds His Dream House (1948) - My Own True Love (1949) - A Woman's Secret (1949) - The Great Sinner (1949) - My Forbidden Past (1951) - On the Loose (1951) - Billy Budd (1962) - Hud (1963) - Advance to the Rear (1964) - The Americanization of Emily (1964) - Rapture (1965) - Inherit the Wind (1965) - Lamp at Midnight (1966) - Hotel (1967) - The Crucible (1967) - Companions in Nightmare (1968) - Hunters Are for Killing (1970) - I Never Sang for My Father (1970) - Death Takes a Holiday (1971) - One Is a Lonely Number (1972) - The Candidate (1972) - The Going Up of David Lev (1973) - The Death Squad (1974) - Murder or Mercy (1974) - Le locataire (1976) - Twilight's Last Gleaming (1977) - Intimate Strangers (1977) - The Seduction of Joe Tynan (1979) - Being There (1979) - The Changeling (1980) - Tell Me a Riddle (1980) - Ghost Story (1981) - The Hot Touch (1982) |

- Biblioteca Nacional de España: XX1297461
- Bibliothèque nationale de France: cb13939919t (data)
- Catàleg d'autoritats de noms i títols de Catalunya: 981058507959506706
- Gemeinsame Normdatei: 116190760
- International Standard Name Identifier: 0000 0001 2279 7266
- Library of Congress Control Number: n82225118
- MusicBrainz: a66f5b3a-62ae-4429-95fa-e81d53dc3507
- National Archives and Records Administration: 10568431
- Nationale Bibliotheek van Tsjechië: xx0156194
- Nationale Bibliotheek van Israël: 987007339662305171
- Nationale Bibliotheek van Polen: a0000002167458
- Nederlandse Thesaurus van Auteursnamen: 072756365
- SNAC: w6z89nfc
- Système universitaire de documentation: 095135243
- Virtual International Authority File: 49412354
- WorldCat: E39PBJkp7Fxr4KGpCCXpH99xDq